# Traslazione nel piano complesso
In geometria, dati il numero complesso {\displaystyle v=p+iq} e il suo corrispondente nel piano cartesiano, il punto {\displaystyle Q(v)=Q(p,q)}, per traslazione di vettore {\displaystyle {\vec {v}}=(p,q)} si intende la trasformazione:
{\displaystyle {\begin{aligned}\tau _{\vec {v}}\colon \mathbb {C} &\longrightarrow \mathbb {C} \\z&\longmapsto z'=z+v\end{aligned}}}
che associa al numero complesso {\displaystyle z} il numero complesso {\displaystyle z'=z+v}.

## Proprietà
Dalla definizione si deduce che se il punto {\displaystyle P(z)}, di coordinate {\displaystyle (x,y)}, rappresenta {\displaystyle z}, allora la sua immagine sarà il punto {\displaystyle P'(z')} di coordinate {\displaystyle (x',y')}, con {\displaystyle (x',y')=(x+p,y+q)}, che corrisponde alle equazioni che determinano la traslazione nel piano di vettore {\displaystyle {\vec {v}}=(p,q)},
{\displaystyle \tau _{\vec {v}}:{\begin{cases}x'=x+p\\y'=y+q.\end{cases}}}
Quindi:
sommare a un numero complesso {\displaystyle z=x+iy} il numero complesso {\displaystyle v=p+iq} equivale ad applicare una traslazione di vettore {\displaystyle (p,q)} al punto {\displaystyle P} di coordinate {\displaystyle (x,y)}.

## Esempi

### Esempio 1
La trasformazione 
{\displaystyle {\begin{aligned}\tau _{\vec {v}}\colon \mathbb {C} &\longrightarrow \mathbb {C} \\z&\longmapsto z-3+i\end{aligned}}}
è la traslazione {\displaystyle \tau _{\vec {v}}} di vettore {\displaystyle {\vec {v}}=(-3,1)}.

### Esempio 2
Per determinare la scrittura complessa della traslazione {\displaystyle \tau } che porta il punto {\displaystyle P(1+i)} in {\displaystyle P'(-2-i)} è sufficiente osservare che {\displaystyle P(1+i)} è il punto associato al numero complesso {\displaystyle z=1+i}, e che {\displaystyle P'(-2-i)} è il punto associato al numero complesso {\displaystyle z'=-2-i}. Poiché sommare ad un numero complesso {\displaystyle z=x+iy} il numero complesso {\displaystyle v=p+iq} equivale applicare una traslazione di vettore {\displaystyle {\vec {v}}=(p,q)}  al punto {\displaystyle P(z)} di coordinate {\displaystyle (x,y)}, si ha che {\displaystyle -2-i=1+i+p+iq,} da cui si ottiene che {\displaystyle p+iq=-3-2i}. 
Quindi
{\displaystyle {\begin{cases}p=-3\\q=-2.\end{cases}}}
La traslazione richiesta è:
{\displaystyle {\begin{aligned}\tau _{\vec {v}}\colon \mathbb {C} &\longrightarrow \mathbb {C} \\z&\longmapsto z-3-2i.\end{aligned}}}

## Casi particolari
Si consideri il caso in cui {\displaystyle {\vec {v}}=(p,0)}. La traslazione di vettore {\displaystyle {\vec {v}}=(p,0)} è la trasformazione:
{\displaystyle {\begin{aligned}\tau _{(p,0)}\colon \mathbb {C} &\longrightarrow \mathbb {C} \\z&\longmapsto z'=z+v\end{aligned}}}
che associa al numero complesso {\displaystyle z} il numero complesso {\displaystyle z'=z+v=(x+p)+iy}.
È immediato osservare che questa è una traslazione orizzontale, ossia modifica solo la parte reale di {\displaystyle z}, mentre lascia invariata la parte immaginaria.
In modo analogo se {\displaystyle {\vec {v}}=(0,q)}. La traslazione di vettore {\displaystyle {\vec {v}}=(0,q)} è la trasformazione:
{\displaystyle {\begin{aligned}\tau _{(0,q)}\colon \mathbb {C} &\longrightarrow \mathbb {C} \\z&\longmapsto z'=z+v\end{aligned}}}
che associa al numero complesso {\displaystyle z} il numero complesso {\displaystyle z'=z+v=x+i(y+q)}.
È immediato osservare che questa è una traslazione verticale, ossia che modifica solo la parte immaginaria di {\displaystyle z}, mentre lascia invariata la parte reale.

## Composizione di traslazioni
Date due traslazioni di vettori {\displaystyle {\vec {v}}=(p,q)} e {\displaystyle {\vec {u}}=(r,s)}, la trasformazione composta
{\displaystyle \tau =\tau _{\vec {u}}\circ \tau _{\vec {v}}}
è una traslazione di vettore {\displaystyle {\vec {w}}={\vec {v}}+{\vec {u}}}. 
Si osservi che la composizione di traslazioni gode della proprietà commutativa: {\displaystyle \tau =\tau _{\vec {u}}\circ \tau _{\vec {v}}=\tau _{\vec {v}}\circ \tau _{\vec {u}}}, poiché è commutativa la somma di vettori {\displaystyle {\vec {w}}={\vec {v}}+{\vec {u}}={\vec {u}}+{\vec {v}}}.
In particolare una qualsiasi traslazione {\displaystyle \tau _{\vec {v}}} di vettore {\displaystyle {\vec {v}}=(p,q)} è data dalla composizione delle traslazioni {\displaystyle \tau _{(p,0)}} e {\displaystyle \tau _{(0,q)}}. Infatti, ricordando la somma di numeri complessi si ha che {\displaystyle (p,q)=(p,0)+(0,q)}.